# Роберт Кобліашвілі
Роберт Кобліашвілі(груз. რობერტ კობლიაშვილი, нар. 6 грудня 1993) — грузинський борець греко-римського стилю, призер чемпіонатів світу, чемпіон Європи.

## Спортивні результати на міжнародних змаганнях

### Виступи на Олімпійських іграх
| Змагання                    | Збірна | Вагова категорія                 | Місце |
| --------------------------- | ------ | -------------------------------- | ----- |
| Літні Олімпійські ігри 2016 | Грузія | греко-римська боротьба, до 85 кг | 9     |
| Літні Олімпійські ігри 2024 | Грузія | греко-римська боротьба, до 97 кг | 15    |

### Виступи на Чемпіонатах світу
| Змагання                        | Збірна | Вагова категорія                 | Місце  |
| ------------------------------- | ------ | -------------------------------- | ------ |
| Чемпіонат світу з боротьби 2017 | Грузія | греко-римська боротьба, до 85 кг | Бронза |
| Чемпіонат світу з боротьби 2018 | Грузія | греко-римська боротьба, до 87 кг | Бронза |
| Чемпіонат світу з боротьби 2022 | Грузія | греко-римська боротьба, до 87 кг | 19     |

### Виступи на Чемпіонатах Європи
| Змагання                         | Збірна | Вагова категорія                 | Місце  |
| -------------------------------- | ------ | -------------------------------- | ------ |
| Чемпіонат Європи з боротьби 2014 | Грузія | греко-римська боротьба, до 85 кг | 7      |
| Чемпіонат Європи з боротьби 2016 | Грузія | греко-римська боротьба, до 85 кг | Срібло |
| Чемпіонат Європи з боротьби 2017 | Грузія | греко-римська боротьба, до 85 кг | 13     |
| Чемпіонат Європи з боротьби 2018 | Грузія | греко-римська боротьба, до 87 кг | Золото |
| Чемпіонат Європи з боротьби 2019 | Грузія | греко-римська боротьба, до 87 кг | 17     |
| Чемпіонат Європи з боротьби 2022 | Грузія | греко-римська боротьба, до 87 кг | Бронза |
| Чемпіонат Європи з боротьби 2023 | Грузія | греко-римська боротьба, до 97 кг | 5      |
| Чемпіонат Європи з боротьби 2024 | Грузія | греко-римська боротьба, до 97 кг | 9      |

### Виступи на Європейських іграх
| Змагання              | Збірна | Вагова категорія                 | Місце |
| --------------------- | ------ | -------------------------------- | ----- |
| Європейські ігри 2019 | Грузія | греко-римська боротьба, до 87 кг | 7     |

### Виступи на інших змаганнях
| Змагання                                                         | Збірна | Вагова категорія                 | Місце  |
| ---------------------------------------------------------------- | ------ | -------------------------------- | ------ |
| Турнір Г. Картозія і В. Балавадзе 2011                           | Грузія | греко-римська боротьба, до 84 кг | 5      |
| Кубок Президента Казахстану з боротьби 2012                      | Грузія | греко-римська боротьба, до 84 кг | 5      |
| Золотий Гран-прі з боротьби 2013 (Сомбатгей)                     | Грузія | греко-римська боротьба, до 84 кг | 9      |
| Золотий Гран-прі з боротьби 2014 (Сомбатгей)                     | Грузія | греко-римська боротьба, до 85 кг | Срібло |
| Золотий Гран-прі з боротьби 2014 (Баку)                          | Грузія | греко-римська боротьба, до 85 кг | Золото |
| Кубок Тахті 2015                                                 | Грузія | греко-римська боротьба, до 85 кг | Бронза |
| Міжнародний турнір Любомира Івановича-Гедзи 2015                 | Грузія | греко-римська боротьба, до 85 кг | 11     |
| Турнір Вехбі Емре і Гаміта Каплана 2016                          | Грузія | греко-римська боротьба, до 85 кг | Золото |
| Олімпійський кваліфікаційний турнір з боротьби 2016 (Зренянин)   | Грузія | греко-римська боротьба, до 85 кг | 15     |
| Олімпійський кваліфікаційний турнір з боротьби 2016 (Улан-Батор) | Грузія | греко-римська боротьба, до 85 кг | 7      |
| Олімпійський кваліфікаційний турнір з боротьби 2016 (Стамбул)    | Грузія | греко-римська боротьба, до 85 кг | Срібло |
| Кубок Європейських націй з боротьби 2016                         | Грузія | команда                          | 4      |
| Золотий Гран-прі з боротьби 2016                                 | Грузія | греко-римська боротьба, до 85 кг | 12     |
| Турнір Івана Піддубного 2017                                     | Грузія | греко-римська боротьба, до 85 кг | Срібло |
| Гран-прі Угорщини з боротьби 2017                                | Грузія | греко-римська боротьба, до 85 кг | Бронза |
| Турнір Г. Картозія і В. Балавадзе 2017                           | Грузія | греко-римська боротьба, до 85 кг | Золото |
| Кубок Владислава Пітласинські 2017                               | Грузія | греко-римська боротьба, до 85 кг | Бронза |
| Меморіал Болата Турлиханова 2017                                 | Грузія | греко-римська боротьба, до 85 кг | Срібло |
| Меморіал Олега Караваєва 2017                                    | Грузія | команда                          | 4      |
| Київський Міжнародний турнір з боротьби 2018                     | Грузія | греко-римська боротьба, до 87 кг | 7      |
| Меморіал Болата Турлиханова 2018                                 | Грузія | греко-римська боротьба, до 87 кг | 5      |
| Гран-прі Угорщини з боротьби 2019                                | Грузія | греко-римська боротьба, до 87 кг | 7      |
| Гран-прі Франції Анрі Деглана 2020                               | Грузія | греко-римська боротьба, до 87 кг | 5      |
| Київський Міжнародний турнір з боротьби 2021                     | Грузія | греко-римська боротьба, до 87 кг | 8      |
| Турнір Дана Колова — Николи Петрова 2022                         | Грузія | греко-римська боротьба, до 87 кг | Срібло |
| Турнір Ібрагіма Мустафи 2023                                     | Грузія | греко-римська боротьба, до 97 кг | Срібло |
| Гран-прі Франції Анрі Деглана 2024                               | Грузія | греко-римська боротьба, до 97 кг | Золото |
| Олімпійський кваліфікаційний турнір з боротьби 2024 (Баку)       | Грузія | греко-римська боротьба, до 97 кг | Золото |

### Виступи на змаганнях молодших вікових груп
| Змагання                                       | Збірна | Вагова категорія                 | Місце  |
| ---------------------------------------------- | ------ | -------------------------------- | ------ |
| Чемпіонат Європи з боротьби серед кадетів 2010 | Грузія | греко-римська боротьба, до 85 кг | Бронза |
| Чемпіонат Європи з боротьби серед юніорів 2012 | Грузія | греко-римська боротьба, до 84 кг | Бронза |
| Чемпіонат світу з боротьби серед юніорів 2012  | Грузія | греко-римська боротьба, до 84 кг | 9      |
| Чемпіонат Європи з боротьби серед юніорів 2013 | Грузія | греко-римська боротьба, до 84 кг | Бронза |
| Чемпіонат світу з боротьби серед юніорів 2013  | Грузія | греко-римська боротьба, до 84 кг | 14     |